# Thomas M. Waller

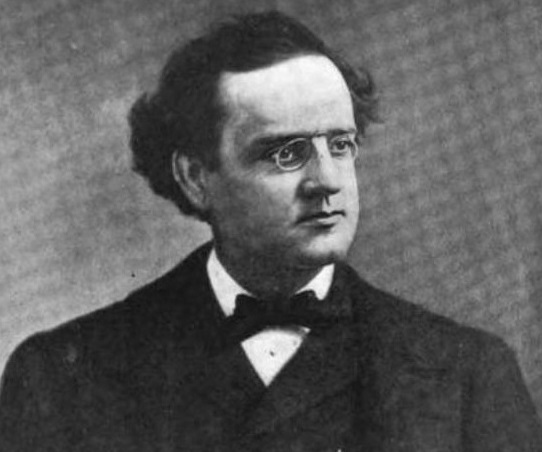
Thomas M. Waller.

Thomas MacDonald Waller, född 1 januari 1840, död 24 januari 1924, var en amerikansk politiker, guvernör i Connecticut och generalkonsul i London.

## Tidigt liv
Thomas M. Waller föddes i New York och var barn till irländska immigranter. Hans föräldrar dog innan han fyllde åtta år. Han adopterades senare av en köpman i Connecticut som hette Robert Waller.
Thomas M. Waller tog examen från Bartlett High School och studerade sedan juridik. Han antogs till advokatsamfundet 1861.
Han tjänstgjorde i USA:s armé under amerikanska inbördeskriget.

## Politisk karriär
Waller var medlem i Demokraterna. Han blev invald i Connecticuts representanthus 1867, 1872 och 1876. Han var också Secretary of State för Connecticut från 1870 till 1871. Han var borgmästare i New London från 1873 till 1879.
Waller valdes till guvernör i Connecticut i november 1882. Han efterträdde republikanen Hobart B. Bigelow den 5 januari 1881. Mandatperioden var på två år och han kandiderade utan framgång för omval 1884. Den 8 januari 1885 efterträddes han av republikanen Henry B. Harrison.

## Senare år
Efter sin tid som guvernör utsågs Waller till generalkonsul i London i England. Han satt på den posten från 1885 till 1889.
Han avled den 24 januari 1924.